# Frontera de la Pau

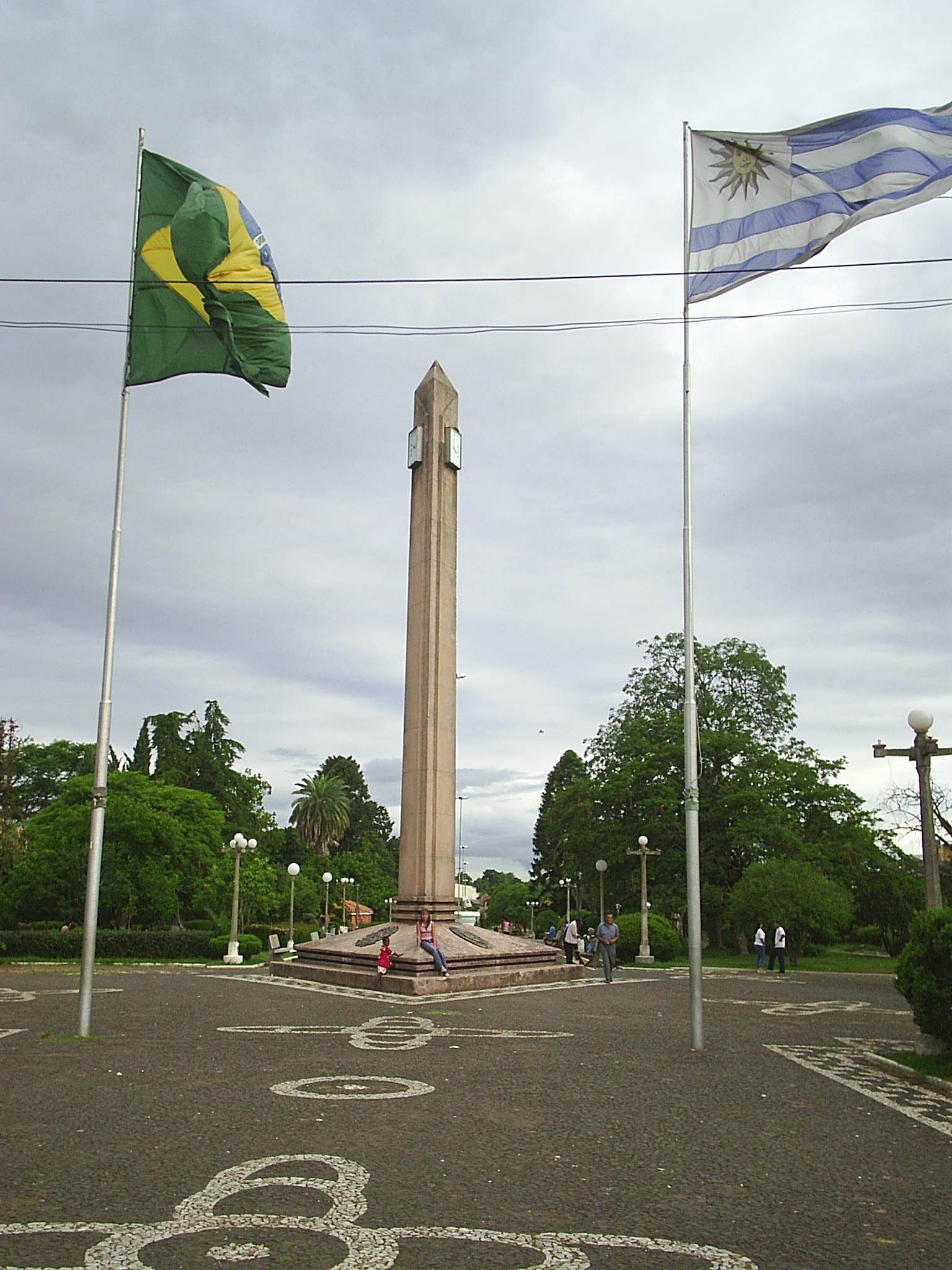
El símbol de la Frontera de la Pau: l'obelisc de la plaça internacional. A l'esquerra, Brasil, a la dreta, Uruguai.

La Frontera de la Pau és el tram de la frontera entre el Brasil i l'Uruguai corresponent a les ciutats de Rivera (Uruguai) i Santana do Livramento (Brasil). Es materialitza en un carrer i una plaça que uneixen (i no separen) les dues meitats d'una mateixa urbs (que en alguns àmbits es coneix com a "Livramento-Rivera", i que ha estat posada com a exemple de l'esperit del Mercosur). La convivència sense limitacions que possibilita aquesta circumstància ha generat una cultura d'integració i convivència pacífica entre uruguaians i brasilers.
El símbol d'aquesta convivència fraternal és la Plaza/Praça Internacional, única plaça binacional del món, que fou inaugurada l'any 1943, precisament quan el món es trobava immers a la Segona Guerra Mundial.

## Origen de la Frontera de la Pau
En un principi, totes dues poblacions foren creades amb finalitat militar, per vigilar des de les dues bandes de la frontera els interessos de cada país. Però aviat va sorgir una cultura de frontera, alimentada per la necessitat de convivència entre ambdós pobles, que es van anar transformant en un de sol, allunyant-se de la visió original que tenien els governs dels dos països.

## Binacionalitat
És molt comú que les famílies tinguin integrants de les dues nacionalitats (moltes persones fins i tot tenen doble nacionalitat). També és molt freqüent que persones que viuen en un costat de la frontera treballin a l'altre. És normal que una persona parli en espanyol i l'altra li contesti en portuguès i a l'inrevés. També existeix un idioma propi de la frontera, el portunyol riverense, que parla gran part de la població i que tothom entén.